# Damien Perquis (football, 1984)
Ne pas confondre avec le gardien de but Damien Perquis.
Pour les articles homonymes, voir Damien Perquis.
Damien Perquis, né le 10 avril 1984 à Troyes en France, est un footballeur international polonais qui évolue durant sa carrière au poste de défenseur.

## Biographie

### Débuts de carrière
Damien Perquis commence sa carrière à Troyes mais, dès 13 ans, il rejoint l'INF Clairefontaine où il évolue sous les ordres de Francisco Filho. À l'âge de 16 ans, en 2000, il retrouve sa ville de Troyes natale dans laquelle il s'impose vite en CFA à tel point que, en 2003, il est vice-champion de CFA.

### La Ligue 2 pour commencer
Faruk Hadžibegić, l'entraîneur troyen, décide de le lancer dans le grand bain de la Ligue 2. Il devient vite un élément essentiel de l'arrière-garde troyenne au point de disputer 62 matchs de Ligue 2 en deux saisons et y inscrire 3 buts.

### Saint-Étienne pour s'affirmer
Attentive à ses prestations, l'ASSE s'intéresse de près à lui et le transfère lors du mercato d'été du début de saison 2005-2006. C'est avec les Verts que le joueur découvrira la Ligue 1. Le 25 février 2007, il marque son premier but en L1 face au PSG, lors d'un match important d'un point de vue historique car il s'agit de la première victoire de l'ASSE au Parc des Princes dans un match de première division.

### Sochaux pour s'épanouir
Le 24 août 2007, il est prêté pour un an avec option d'achat au FC Sochaux. Après une bonne saison dans le Doubs, ses dirigeants décident de lever l'option d'achat fixée en début de saison avec l'ASSE. Il s’est donc engagé pour trois ans avec le FC Sochaux et le montant du transfert s'élèverait à un million d’euros. Réputé pour son mental de guerrier, il s'affirme comme une des pièces maîtresses de l'équipe depuis qu'il a retrouvé son poste de prédilection en défense centrale.
Au terme de la saison 2010-2011, il finit meilleur buteur parmi l'ensemble des défenseurs de la Ligue 1 : cinq buts, à égalité avec André Luiz Silva.
Il entame des démarches pour prendre la nationalité polonaise en faisant valoir l'ascendance de sa grand-mère, Józefa Bierła, polonaise de naissance. Il se tient ainsi à la disposition de Franciszek Smuda, sélectionneur de l'équipe de Pologne de football. Fin août, il obtient la nationalité polonaise.
En mars 2012, soit trois mois avant l'Euro, il se blesse gravement au bras (cinq fractures au coude et à l'humérus). Contre toute attente, il parvient à être rétabli pour le championnat d'Europe alors que son invalidité était estimée jusqu'au mois de juillet.

### Départ en Espagne
Le 29 août 2012, il s'engage pour trois saisons (plus une en option) avec le club espagnol du Betis Séville.
Il joue son premier match le 22 septembre 2012 contre Espanyol Barcelone. Ses deux premières saisons sont perturbées par les blessures et il ne joue finalement que peu. En novembre 2013, il est victime de multiples fractures à la mâchoire ainsi que d'un traumatisme crânien à la suite d'un duel aérien. Ce terrible choc le laissera éloigné des terrains plusieurs mois. Après la relégation du club au terme de la saison 2013-2014, il décide de prolonger avec baisse de salaire jusqu'en 2016 avec pour objectif la remontée en Liga. Un an plus tard, il remonte en remportant le titre de champion mais en ayant peu joué (neuf matchs).

### Toronto FC, la nouvelle aventure
Le 26 janvier 2015, le club de MLS de Toronto, le Toronto FC annonce la signature du défenseur franco-polonais.
Il résilie son contrat en juillet 2016.

### Nottingham Forest
Le 22 juillet 2016, il s'engage pour deux saisons avec Nottingham Forest.

### Gazélec Ajaccio
Lors de la saison 2018-2019, il est avec Thibault Campanini l'un des deux délégués syndicaux de l'UNFP au sein du Gazélec Ajaccio.

### La sélection nationale polonaise
Après avoir obtenu la nationalité polonaise, car il a une grand-mère polonaise, il figure pour la toute première fois en équipe nationale le 7 septembre 2011 lors d'un match amical face à l'Allemagne (2-2).
Le 26 mai 2012, il inscrit son premier but pour la Pologne lors d'un match amical contre la Slovaquie.
Il est titulaire lors des trois matches de la Pologne lors de l'Euro 2012.

## Palmarès
Avec le Betis Séville, Damien Perquis est Champion d'Espagne de Segunda División en 2015.